# Terrapene carolina carolina
Terrapene carolina carolina är en underart av arten carolinasköldpadda (Terrapene carolina) som tillhör släktet dossköldpaddor. Sedan flera hundra år hölls denna sköldpadda som sällskapsdjur.